# Erica longipedunculata
Erica longipedunculata är en ljungväxtart som beskrevs av Conrad Loddiges. Erica longipedunculata ingår i släktet klockljungssläktet, och familjen ljungväxter.

## Underarter
Arten delas in i följande underarter:
- E. l. intermedia
- E. l. setifera